# Cañon City
Cañon City è un centro abitato, capoluogo e comune più popoloso della contea di Fremont, nel Colorado, Stati Uniti.
Cañon City si trova a cavallo del fiume Arkansas che scorre ad ovest ed è una destinazione turistica rinomata per il giro turistico, il rafting e l'arrampicata su roccia. La città è conosciuta per i suoi numerosi parchi pubblici, le scoperte fossili, Skyline Drive, la ferrovia Royal Gorge, la Royal Gorge, ampi sentieri escursionistici naturali e il clima simile a quello tropicale tutto l'anno.

## Nome
Nel 1994 l'United States Board on Geographic Names approvò l'aggiunta della tilde al nome ufficiale di Cañon City, un cambiamento da Canon City come nome ufficiale nelle sue decisioni del 1906 e 1975. È una delle poche città degli Stati Uniti ad avere una ñ nel suo nome (altre sono La Cañada Flintridge in California ed Española, Peñasco e Cañones che si trovano nel Nuovo Messico).

## Geografia fisica
Secondo lo United States Census Bureau, ha un'area totale di 12,51 mi² (32,40 km²).

## Società

### Evoluzione demografica
Secondo il censimento del 2010, la popolazione era di 16.400 abitanti.

### Etnie e minoranze straniere
Secondo il censimento del 2010, la composizione etnica della città era formata dal 92,0% di bianchi, l'1,7% di afroamericani, l'1,7% di nativi americani, lo 0,6% di asiatici, lo 0,0% di oceanici, l'1,7% di altre etnie, e il 2,2% di due o più etnie. Ispanici o latinos di qualunque etnia erano il 9,5% della popolazione.

### Nella cultura di massa
La città è rappresentata, in una versione immaginaria, nel romanzo di Philip K. Dick La svastica sul sole (1962) e nella omonima serie televisiva del 2015. Nella finzione letteraria Cañon City è posta in un'area demilitarizzata, denominata "Zona neutrale", che si trova nella porzione centrale degli Stati Uniti d'America, tra il regime fantoccio vassallo dell'impero giapponese e noto come "Stati Giapponesi del Pacifico" ad ovest ed il "Grande Reich nazista", porzione del Reich tedesco, ad est.